# Izajasz

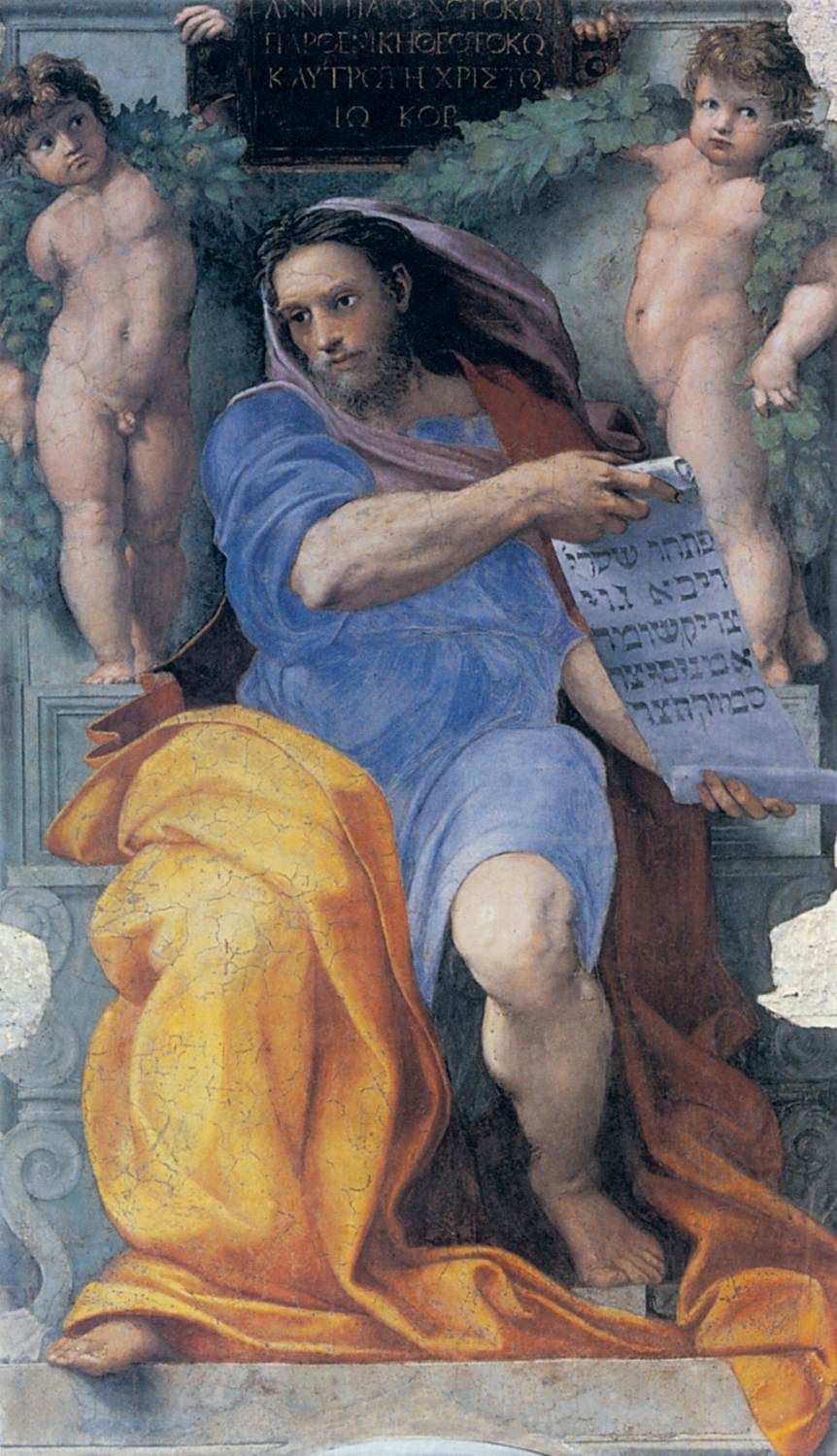
Prorok Izajasz, fresk Rafaela z ok. 1512

Izajasz (hebr. ‏יְשַׁעְיָהוּ‎, Jeszajahu, Yesha'yahu oznaczającego „Jahwe jest zbawieniem”, ur. ok. 765, zm. do 701 p.n.e.) – jeden z największych proroków Starego Testamentu. Jego proroctwa przedstawia Księga Izajasza.

## Życie
Dane dotyczące życia i działalności proroka zawarte w jego księdze są fragmentaryczne. Uzupełniają je późniejsze tradycje, które nie zawsze są wiarygodne. Problematyczne są też informacje o jego pochodzeniu. Prawdopodobnie pochodził z arystokratycznej rodziny z Jerozolimy. Z Księgi Proroka Izajasza dowiadujemy się, że jego ojcem był Amos, różny od proroka Amosa. Talmud babiloński utożsamia ojca Izajasza z bratem króla Amazjasza (por. 2 Krl 14).
Rodzina proroka musiała być znaczna i zbliżona do dworu, gdyż otrzymał on doskonałe wykształcenie literackie oraz odznaczał się znajomością spraw publicznych, polityki, kwestii religijnych i społecznych oraz wielką kulturą. Izajasz utrzymywał bliskie stosunki z dworem królewskim, a nawet z królami Achazem i Ezechiaszem (por. Iz 7; 37; 39). Był ich doradcą. Został powołany na proroka w roku śmierci króla Ozjasza (Iz 6,1-8), czyli w r. 739/738 p.n.e. (inni przyjmują r. 746 lub 740). Miał wtedy ok. 25-30 lat. Należy więc sądzić, że urodził się około 765 p.n.e. Swą działalność prorocką pełnił ok. 40 lat, ponieważ niektóre jej przejawy związane są z najazdem Sennacheryba na królestwo judzkie 701 p.n.e. Izajasz jako prorok działał jeszcze prawdopodobnie na początku panowania Manassesa, ponieważ tradycja żydowska mówi o męczeńskiej śmierci proroka właśnie za czasów tego króla.
Z Księgi Izajasza dowiadujemy się, że był on żonaty i miał dwóch synów, którym nadał symboliczne imiona. Pierwszy z nich to Szear-Jaszub  („Reszta się nawróci” lub „Reszta powróci”) (Iz 7,1-9). Imię to zawierało zarówno groźbę jak i pomyślną zapowiedź, zapowiadało bowiem klęskę narodu judzkiego, ale także przetrwanie nielicznej grupy dobrych Izraelitów, z której miał się później odrodzić naród i nawrócić się do Boga. Drugi syn Izajasza nosił imię Maher-Szalal-Chasz-Baz (Rychły-Łup-Bliska-Zdobycz). Oznaczało ono mającą wkrótce nadejść klęskę oraz upadek wrogów Judy - Izraela i Damaszku (Iz 8,1-4). Żona Izajasza nazwana jest prorokinią (Iz 8,3), ale tytuł ten wskazuje jedynie na to, że była żoną proroka.
Pierwszy okres działalności proroka to czas od jego powołania do wojny syro-efraimskiej (736-733). Zachęca wówczas do bezgranicznej ufności do Boga zamiast pokładania nadziei w zabiegach dyplomatycznych. W jego mowach dostrzega się groźby wobec dworu królewskiego i karcenie za panoszące się tam występki moralne (Iz 3,12-15). Przepowiadanie to okazało się bezskuteczne, ponieważ Achaz odmówił podporządkowania się słowu Boga (Iz 7,1-16). Izajasz wycofał się wtedy z działalności publicznej aż do śmierci króla.
Drugi okres działalności przypada na początek panowania Ezechiasza. Izajasz przystępuje do działania w obliczu nowego niebezpieczeństwa grożącego królestwu. Król przez zawieranie przymierzy politycznych próbuje uniezależnić się od Asyrii, co wywołuje sprzeciw proroka.
Trzeci okres działalności Izajasza zaczyna się w 705 p.n.e., kiedy to Ezechiasz zrywa na dobre z polityką neutralności i opowiada się po stronie koalicji antyasyryjskiej pod przewodnictwem Egiptu. Poglądy proroka na ten stan rzeczy odzwierciedlają rozdziały 28-31 Księgi Izajasza.

## Działalność
Działalność proroka i jego nauczanie realizuje się w trzech wymiarach. Występuje on bowiem jako duszpasterz i kaznodzieja, pisarz i natchniony poeta oraz teolog i prorok mesjański. Wymiar duszpastersko-kaznodziejski jego nauczania obejmuje zagadnienia etyczne, religijne i polityczne. Prorok walczy o podniesienie poziomu moralnego w społeczeństwie, szczególnie w sferach rządzących. Wśród zagadnień etycznych na pierwszy plan wysuwa się walka z bałwochwalstwem, synkretyzmem religijnym i czysto zewnętrznym kultem bez prawdziwej wiary i pobożności. Prorok podkreśla niezmierzoną świętość Boga, czego wyrazem jest wizja opisana w Iz 6,1-7. W zakresie zagadnień politycznych Izajasz podkreśla zasadę teokracji i próbuje w tym wymiarze wywierać wpływ na królów judzkich. Doradza królowi politykę neutralności, nieprowokowania Asyrii i nieliczenia na pomoc Egiptu.
Izajasz jest też pisarzem. Efektem jego ponad czterdziestoletniej działalności pisarskiej jest biblijna Księga Izajasza. Z niej czerpiemy większość informacji o treści nauczania proroka. W dzisiejszej formie zawiera ona zbiory mów, kazań, poematów i innych utworów poetyckich, ale egzegeci wskazują, że Izajasz historyczny jest autorem jedynie utworów zawartych w pierwszych trzydziestu dziewięciu rozdziałach.
Izajasz jest największym prorokiem mesjańskim, gdyż niektóre teksty zawarte w Księdze Izajasza interpretowane są przez tradycję żydowską i chrześcijańską w sensie mesjańskim. Prorok przepowiada, że Mesjasz będzie potomkiem króla Dawida, poczętym i narodzonym z alma[h] (Hebr. znaczy: młoda panna lub młoda kobieta zamężna, niebędąca jeszcze matką; wyraz ten podkreśla młodość osoby i normalnie suponuje dziewictwo), będzie nazwany Emmanuelem (z hebrajskiego 'immanu 'el - Bóg jest z nami) (Iz 7,14) i spocznie na nim Duch Jahwe (Iz 11,2). Będzie rządził królestwem Dawida sprawiedliwie, a jego panowanie obejmie wszystkie narody. Teksty o wydźwięku mesjańskim znajdują się też w dalszej części Księgi, czyli u tzw. Deutero-Izajasza.